# 産業能率大学サッカー部
産業能率大学サッカー部（さんぎょうのうりつだいがく サッカーぶ）は神奈川県伊勢原市にある産業能率大学のサッカークラブである。

## 概要・歴史
2021年のアミノバイタルカップ（兼総理大臣杯関東予選）では、決勝で法政大学をPK戦の末撃破し、同大会初優勝を果たした。
初出場となった第45回総理大臣杯では、3回戦で山梨学院大学に敗れたものの、ベスト8進出を果たした。
Jリーグの湘南ベルマーレとは人材交流を行っており、2018年には湘南ベルマーレのトップチームコーチだった小湊隆延が監督に就任した。

## 主な成績
- アミノバイタルカップ
  - 優勝：1回（2021）

## 主な出身選手
- 阿部優（2011年度卒）
- 鈴木翼（2012年度卒）
- 久富良輔（2012年度卒）
- 楠元秀真（2014年度卒）
- 遠藤元一（2016年度卒）
- 佐藤隼（2016年中退）
- 浜下瑛（2017年度卒）
- 小松蓮（2018年中退）
- 河西真（2018年度卒）
- 佐藤尚輝（2018年度卒）
- 渡邉りょう（2018年度卒）
- 吉田朋恭（2019年度卒）
- 新井泰貴（2019年度卒）
- 吉田伊吹（2019年度卒）
- 篠崎輝和（2020年度卒）
- 野澤陸（2020年度卒）
- 上畑佑平士（2020年度卒）
- 菅原龍之助（2022年度卒）
- 鎌田斗来（2022年度卒）
- 城定幹大（2022年度卒）
- 田原廉登（2022年度卒）